# 側頭帶龍占麗魚
側頭帶龍占麗魚，為輻鰭魚綱鱸形目隆頭魚亞目慈鯛科的其中一種，分布於非洲馬拉威湖流域，為特有種，體長可達30公分，棲息在湖泊底層水域，生活習性不明。

## 擴展閱讀
維基物種上的相關：側頭帶龍占麗魚